# Jabiru
Jabiru – miejscowość na obszarze Terytorium Północnego w Australii, w odległości 256 km od Darwin. Położona jest w centrum parku narodowego Kakadu.